# Gady (Unternehmen)

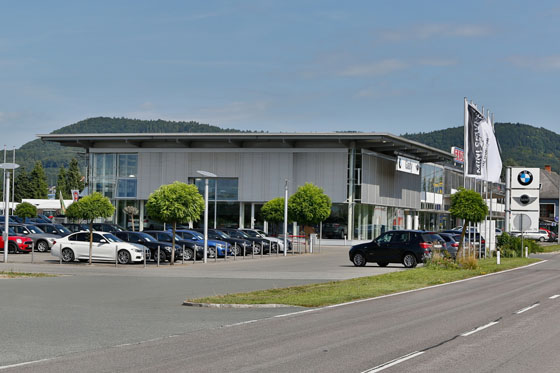
Unternehmenssitz der Franz Gady GmbH in Lebring.

Die Philipp Gady GmbH (auch „Gady Family“) ist ein Unternehmen im Süden Österreichs mit Sitz in Lebring. Mit etwa 510 Beschäftigten und 220 Millionen Euro Umsatz (2023, inklusive der Gady Autohaus GmbH, Kohla-Strauss GmbH und Bierbaum GmbH) ist das Unternehmen in den Bereichen Fahrzeughandel, Motorradhandel und Landmaschinenhandel sowie in der Veranstaltung von Großevents, den sogenannten „Gady Märkten“, tätig. Es betreibt zudem einen Zeitungsverlag und eine Agentur. Das periodisch erscheinende „Partner Magazin“ erreicht eine Viertelmillion Leser.

## Geschichte

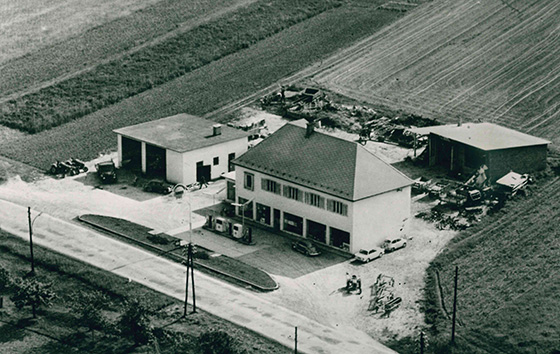
Die im Jahr 1957 eröffnete erste Werkstätte mit Ersatzteillager und Tankstelle in Lebring

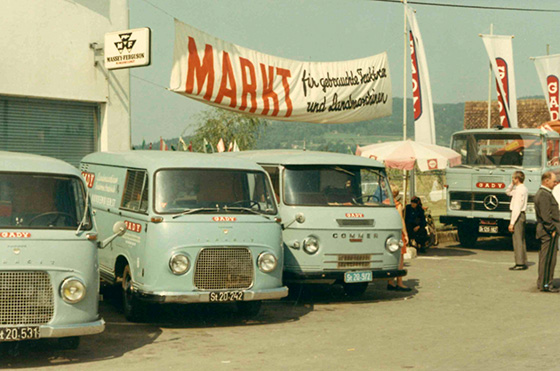
Am 1. September 1966 fand in Lebring der 1. Gady Markt statt.

Das Unternehmen wurde im Jahr 1936 als Fahrrad- und Landmaschinenhandel von Franz Gady sen. gegründet. Der Handel mit Automobilen kam im Lauf der folgenden Jahre hinzu. 1957 erfolgte die Eröffnung der ersten Werkstätte mit Ersatzteillager und Tankstelle.
Im Jahr 1958 wurde die Franz Gady GmbH von Franz Gady jun. und seinem Bruder Gerhard Gady übernommen. Gemeinsam forcierten sie den Fahrzeughandel und -service und bauten das Unternehmen aus. So übernahm Gady im Jahr 1960 die Vertretung der Marke BMW am Standort Lebring. 1963 kam die Traktorenmarke Massey Ferguson hinzu, und am 1. September wurde der erste Gady Markt organisiert. Die Gründung des Partner-Zeitungsverlages im Jahr 1971 machte Gady auch zu einem Zeitungsverleger. Im Jahr 1972 übernahm das Unternehmen die Vertretung der Marke Toyota.
1990 erfolgte die Gründung des BMW-Standorts Graz-Liebenau. Seit 2001 führt Gady auch die Marke Mini und organisiert regelmäßig die Traktortreffen „I bin dabei“. 2004 wurde die neue BMW-Halle in Lebring eröffnet, 2009 übernahm Philipp Gady die Leitung des Unternehmens. Ein Jahr später leitete er die Übernahme von BMW Graz-Nord ein und initiierte die Errichtung des Karosserie- und Lackierzentrums in Lebring. Im Jahr 2012 wurde mit dem Autohaus Salis & Braunstein auch die Automarke Opel gehandelt. 2015 erfolgte die Erweiterung der Geschäftsführung durch Eugen Roth. Seit diesem Jahr firmiert das Unternehmen unter dem Namen „Gady Family“.
Im Jahr 2018 erfolgte der Spatenstich für den Umbau des Standortes Deutsch Goritz und des Standortes Gady MINI Graz, welche 2019 eröffnet wurden. Weiteres wurde 2019 mit dem Bau des 12. Standortes, dem neuen BMW-Standort Lieboch, begonnen. Dieser wurde im Februar 2020 eröffnet. Darüber hinaus wurde direkt neben dem BMW-Standort im selben Jahr der Standort Service & Ersatzteile erbaut und eröffnet. Im Jahre 2021 wurde mit dem Bau eines weiteren Karo Lack Zentrums in Graz-Nord begonnen. Außerdem wurde in diesem Jahr die Firmenzentrale Lebring mit einem Zu- und Umbau generalsaniert. Die Eröffnung des Karo Lack Zentrums Graz-Nord folgte im Jänner 2022. 
Mit 4. Juli 2022 hat das steirische Familienunternehmen die Eigentümerschaft des burgenländischen Autohauses Kohla-Strauss mit zwei Standorten im Burgenland übernommen. 
Im Juni 2024 folgte die Übernahme der Bierbaum GmbH in Baden un Eisenstadt mit insgesamt drei Standorten. Mit dieser Übernahme wurde auch die Geschäftsführung um Werner Walter ergänzt. 

## Geschäftszweige
Vertretungen gibt es für folgende Marken:

### Gady BMW
Seit dem Jahr 1960 ist Gady ein BMW-Händler. Mit der Eröffnung eines Autohauses in Graz-Liebenau sowie der Übernahme von BMW Graz-Nord wurde Gady zu einem der bedeutendsten BMW-Händler der Steiermark. Gady ist einer der wenigen BMW-Händler in der Steiermark, welche die Modellreihen i und M vertreten. Gady BMW gibt es in Lebring, Graz-Liebenau, Graz-Nord, Lieboch, Fehring, Deutsch Goritz, St. Michael im Burgenland, Oberpullendorf, Eisenstadt und Baden. 

### Gady MINI
2001 übernahm Gady auch den Vertrieb der Marke Mini. Das Unternehmen ist unmittelbar mit dem Relaunch der Marke MINI als Vertriebs-Partner eingestiegen. Heute ist Gady MINI an allen Gady BMW-Standorten vertreten. Seit 2019 wird ein eigener Gady MINI-Standort in Graz-Liebenau betrieben.

### Gady Toyota
Seit 1. Jänner 2024 ist auch deer Vertrieb der Toyota Teil der Gady Family. 

### Gady Opel
2012 ging das 1938  gegründete Opel-Autohaus Salis & Braunstein unter der Submarke Gady Opel in der Franz Gady GmbH auf. 

### Gady Landmaschinen
Gady Landmaschinen vertritt unter anderem Massey Ferguson, Steyr, AGCO GmbH und AMAZONE.

### Gady Markt
Der Gady Markt in Lebring entstand im Jahr 1966 als kleine Landmaschinenausstellung und entwickelte sich im Laufe der Jahre zum steirischen Volksfest mit zehntausenden Besuchern. Im März 2016 feierte man den 100. Markt in Lebring. Der Markt wurde auch auf die Gady-Standorte in Fehring, Krieglach und Lafnitz erweitert. Der Gady Markt in Lebring findet zwei Mal jährlich statt.